# Genzkow
Genzkow ist ein Ortsteil der Stadt Friedland im Osten des Landkreises Mecklenburgische Seenplatte in Mecklenburg-Vorpommerns.

## Geografie
Genzkow liegt etwa zwei Kilometer östlich des Urstromtales der Datze und im Süden der Stadt Friedland. Das Gelände steigt vom Datzetal in östlicher Richtung allmählich bis zum Endmoränenbogen der Brohmer Berge an.

## Geschichte
Die Gemarkung von Genzkow ist seit dem Neolithikum besiedelt. So befanden sich einst südöstlich der Chaussee Neubrandenburg–Friedland über 20 Großstein- und Hügelgräber, die aus der Jungsteinzeit bzw. der Bronzezeit stammten. Sie wurden im 19. Jahrhundert von Steinhauern zerstört. Aus einem der Genzkower Hügelgräber liegt im Neubrandenburger Museum der Griff eines bronzenen Vollgriffschwertes vor. Im Bereich der Grenze zur Gemarkung Friedland existiert ein halb zerstörtes Großsteingrab mit „Schälchen“ auf dem Deckstein. In der Nähe befinden sich zwei erhaltene Hügelgräber aus der Bronzezeit. Von einem nicht lokalisierbaren Fundplatz stammt eine spätrömische Münze. Slawische und frühdeutsche Keramikfragmente wurden auf den Feldern um Genzkow herum aufgelesen.
1298 wurde Genzkow als Ort erstmals in einer Urkunde erwähnt. Die Genzkower Feldsteinkirche wurde in der zweiten Hälfte des 13. Jahrhunderts errichtet. Nach diversen Sicherungsmaßnahmen in den 1990er Jahren ist die Kirche inzwischen nicht mehr akut einsturzgefährdet.
Das Gutshaus wurde um 1770 von Otto Friedrich von Bardeleben als eingeschossiger Putzbau mit Quaderung, einem Mansardendach und einem dreiachsigen Mittelrisaliten errichtet und 30 Jahre später um die äußeren Achsen erweitert. Danach wechselten seine Besitzer häufiger. Im Jahr 1905 ging das Gut an Otto Diederichs über, dessen Witwe es bis zum Ende des Zweiten Weltkrieges besaß und durch die Bodenreform enteignet wurde. Es ist heute Eigentum der Gemeinde. 
Zum 26. Mai 2019 wurde die Gemeinde Genzkow in die Stadt Friedland eingemeindet. Sie wird vom Amt Friedland, angesiedelt in der Stadtverwaltung Friedland, verwaltet.

## Sehenswürdigkeiten
- Ehemaliges Gutshaus
- Feldsteinkirche
- Drei Einzelgräber von namentlich bekannten polnischen Opfern der Zwangsarbeit, die zwischen 1942 und 1945 zu Tode kamen. Seit 1994 erinnern Grabplatten mit ihren Namen an diese Opfer des Nationalsozialismus.

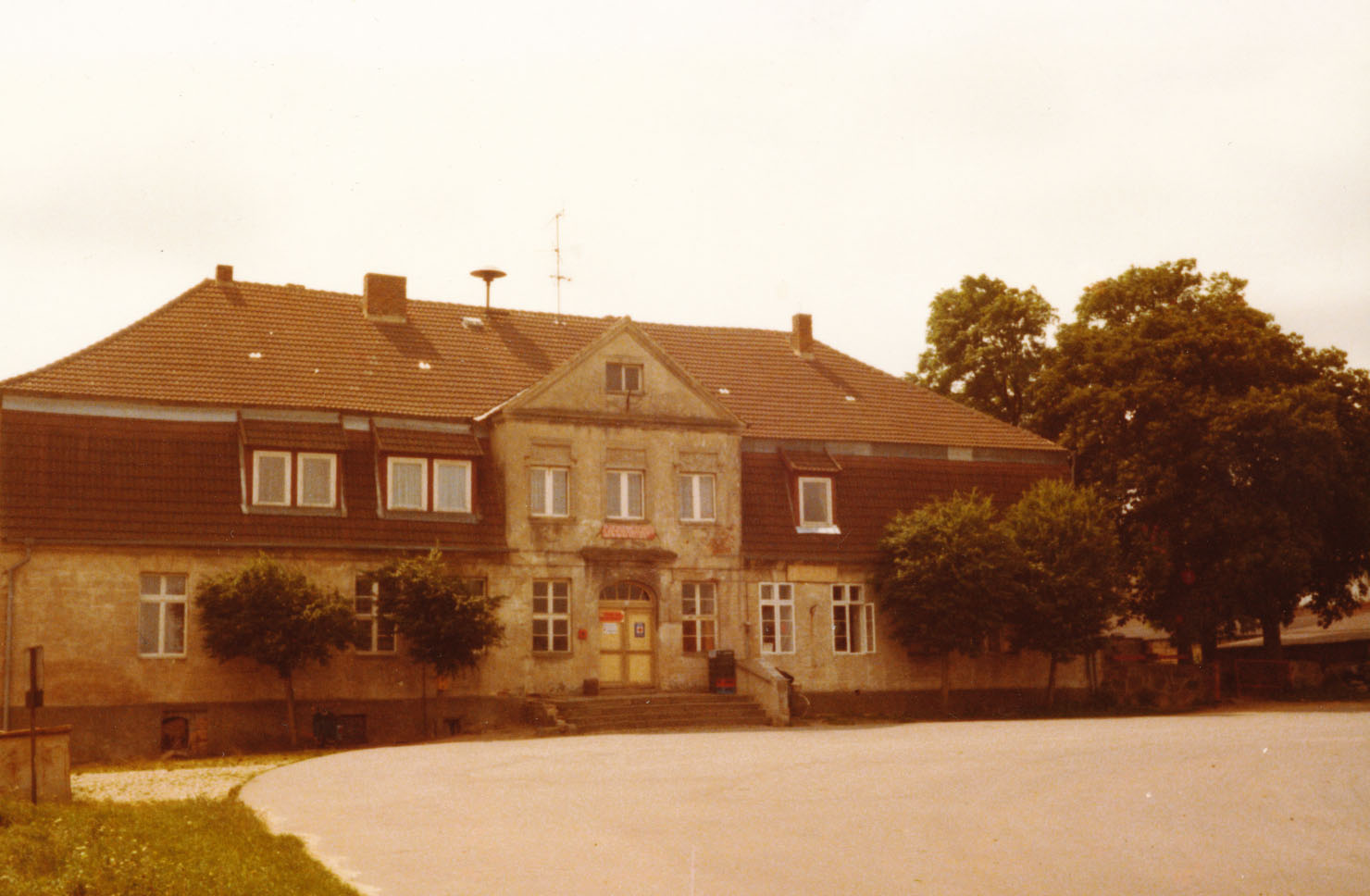
Gutshaus Genzkow, um 1980
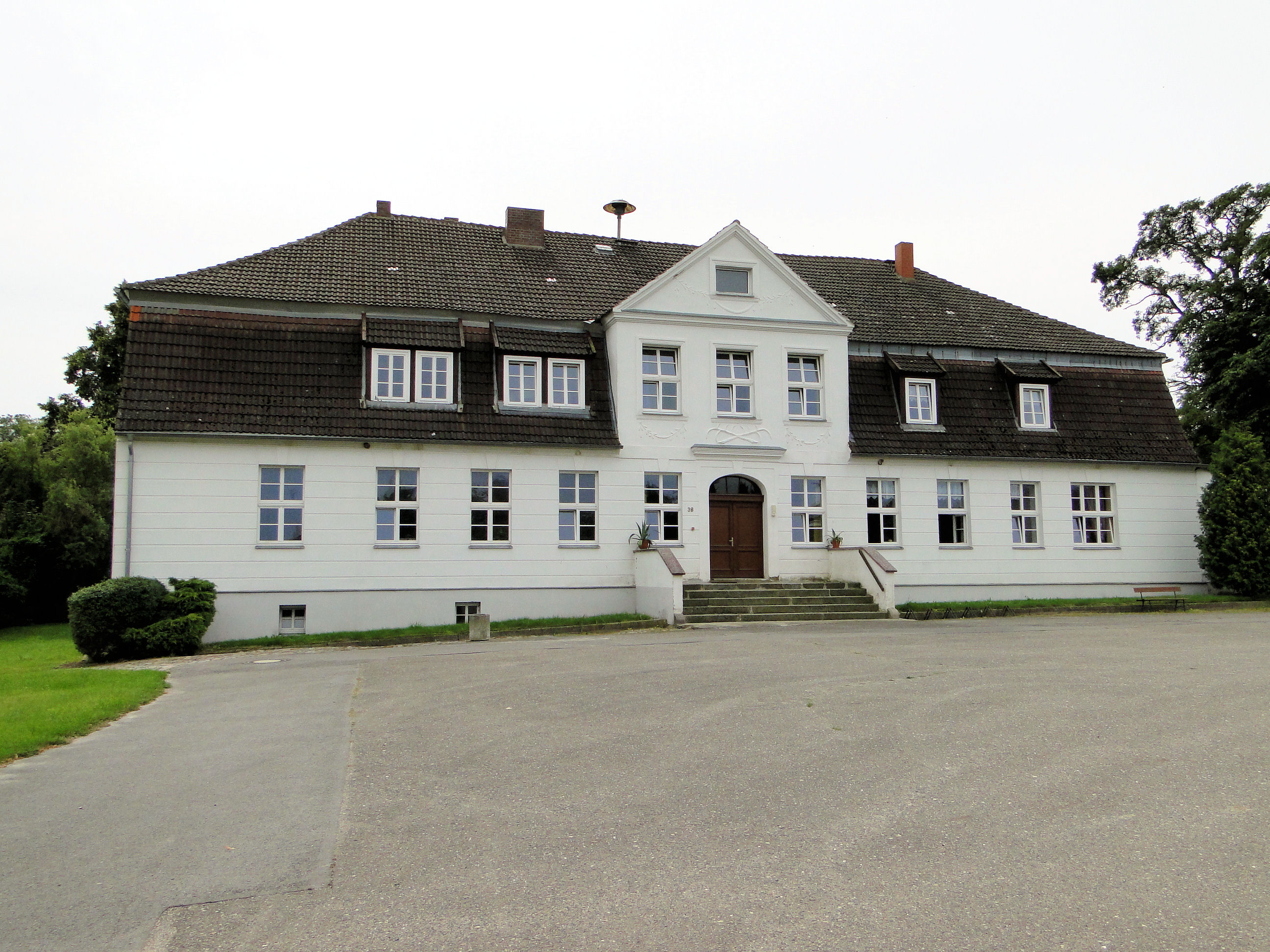
Gutshaus, 2011
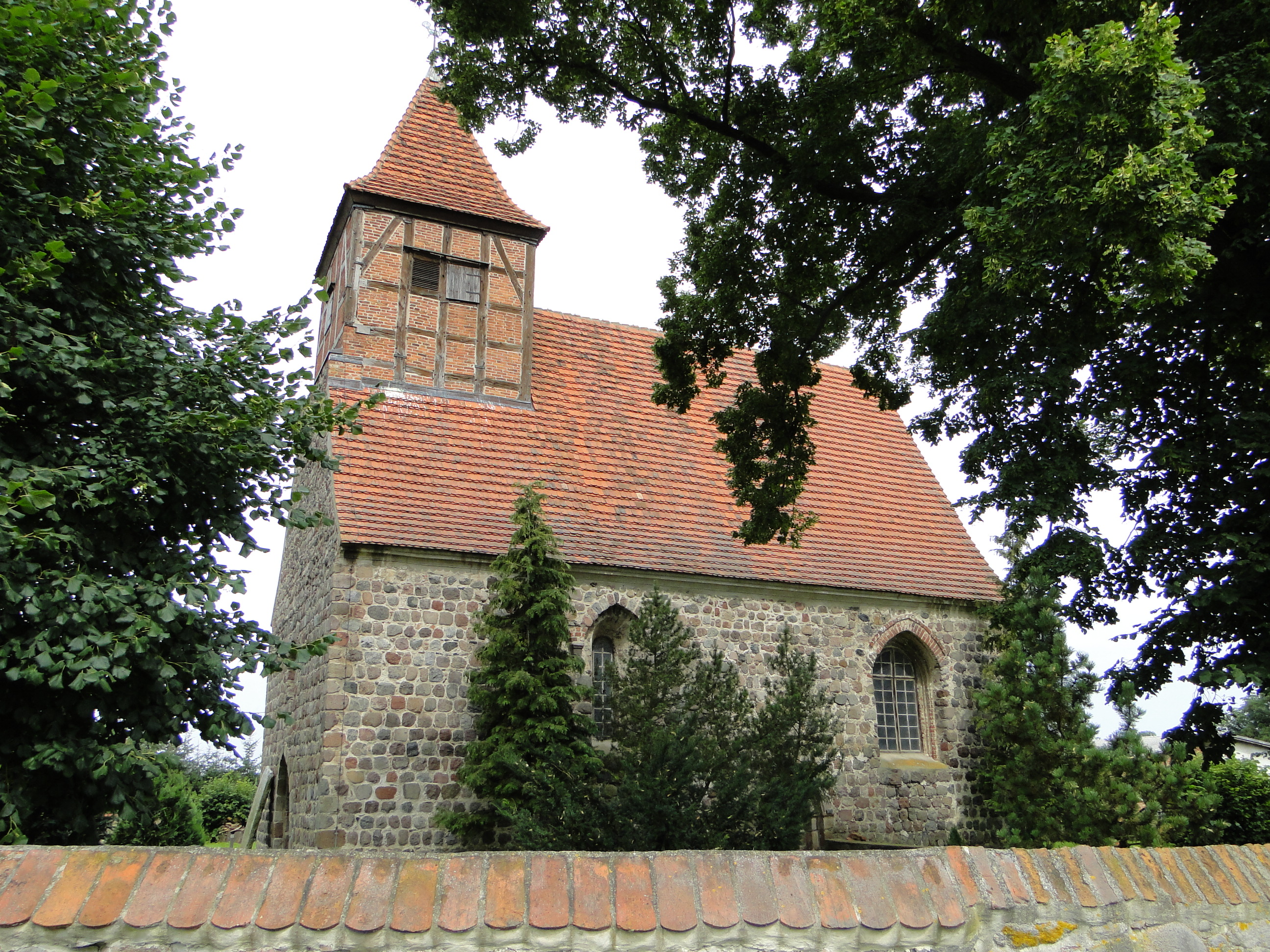
Feldsteinkirche, 2011

## Wirtschaft und Infrastruktur

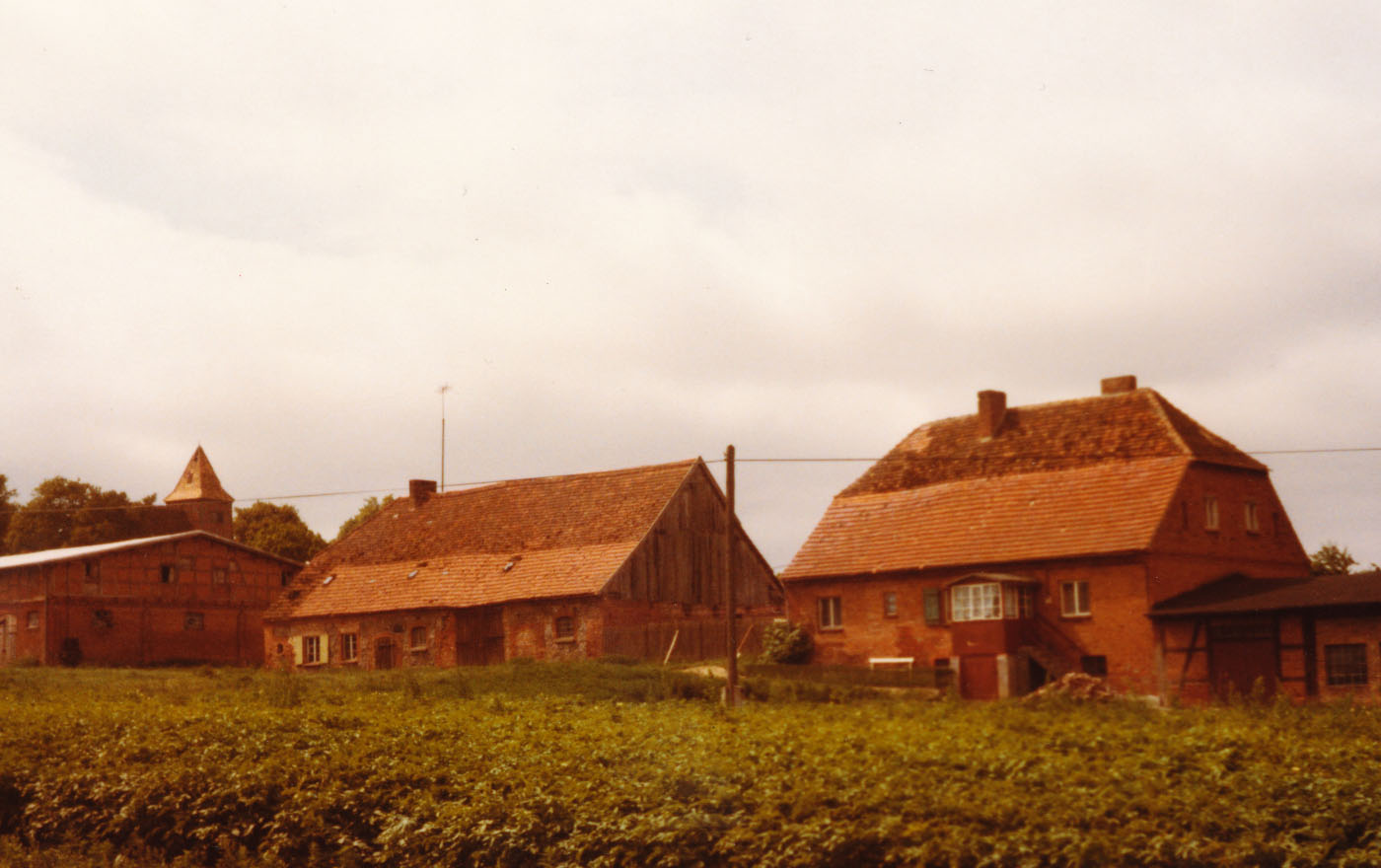
Alte Stallgebäude, um 1980

Haupterwerbszweig ist in Genzkow nach wie vor die Landwirtschaft. Die örtliche Land-GmbH beschäftigt sich vorwiegend mit Ackerbau und Schafzucht.
Zahlreiche Bungalows dienen vorwiegend der Erholung der Städter aus dem nahen Neubrandenburg.

### Verkehrsanbindung
Knapp westlich von Genzkow führt die Bundesstraße 197 von Neubrandenburg über Friedland nach Anklam vorbei. Der nächste Bahnhof liegt im zwölf Kilometer entfernten Sponholz (Strecke Neubrandenburg–Pasewalk–Stettin).